# Łukasz Osmalak
Łukasz Tomasz Osmalak (ur. 17 czerwca 1977 w Mikołowie) – polski polityk, informatyk i samorządowiec, poseł na Sejm X kadencji.

## Życiorys
Absolwent informatyki, studia ukończył w Wyższej Szkole Informatyki i Zarządzania w Bielsku-Białej. Pracował m.in. w polskich oddziałach przedsiębiorstw Auchan i Tesco. Zawodowo związany z branżą IT, od 2012 jako konsultant w spółce prawa handlowego Proman.
W wyborach samorządowych w 1998 bezskutecznie ubiegał się o mandat radnego Mikołowa z listy Akcji Wyborczej Solidarność. W 2002 ponownie kandydował do rady miasta z listy komitetu Platforma i Sprawiedliwość. Mandat objął wkrótce po rozpoczęciu kadencji. Utrzymywał go w dwóch kolejnych wyborach samorządowych (2006 i 2010), sprawując go do 2014. W wyborach w tymże roku bez powodzenia kandydował na radnego powiatu z ramienia KWW Gminy Ziemi Mikołowskiej. Mandat radnego powiatu mikołowskiego uzyskał natomiast w wyniku wyborów w 2018, startując również z lokalnego komitetu.
Przystąpił do Polski 2050 Szymona Hołowni, objął funkcję członka zarządu regionu śląskiego partii. W wyborach parlamentarnych w 2023 został wybrany do Sejmu X kadencji z okręgu rybnickiego, kandydując z pierwszego miejsca na liście koalicji Trzecia Droga i otrzymując 19 616 głosów. W 2024 bez powodzenia startował do Europarlamentu X kadencji.

## Wyniki wyborcze
| Wybory | Komitet wyborczy                | Komitet wyborczy                          | Organ                      | Okręg        |                |
| ------ | ------------------------------- | ----------------------------------------- | -------------------------- | ------------ | -------------- |
| 1998   |                                 | Akcja Wyborcza Solidarność                | Rada Miejska Mikołowa      | nr 4         | 76 (2,71%)     |
| 2002   |                                 | KWW Platforma i Sprawiedliwość            | Rada Miejska Mikołowa      | nr 1         | 130 (3,60%)    |
| 2006   |                                 | KWW Ziemia Mikołowska                     | Rada Miejska Mikołowa      | nr 1         | 246 (7,21%)    |
| 2010   |                                 | Platforma Obywatelska                     | Rada Miejska Mikołowa      | nr 1         | 249 (6,06%)    |
| 2014   |                                 | KWW Gminy Ziemi Mikołowskiej              | Rada Powiatu Mikołowskiego | nr 1         | 282 (2,13%)    |
| 2018   |                                 | KWW Górnośląskich Samorządowców Lokalnych | Rada Powiatu Mikołowskiego | nr 1         | 824 (4,69%)    |
| 2023   |                                 | Trzecia Droga                             | Sejm X kadencji            | nr 30        | 19 616 (5,14%) |
| 2024   | Parlament Europejski X kadencji | Trzecia Droga                             | nr 11                      | 2591 (0,19%) |                |